# Gmina Trnovo (Federacja Bośni i Hercegowiny)
Gmina Trnovo (boś. Općina Trnovo) – gmina w Bośni i Hercegowinie, w kantonie sarajewskim. W 2013 roku liczyła 1502 mieszkańców.